# Општина Лунка (Ботошани)
Лунка (рум. Lunca) општина је у Румунији у округу Ботошани.
Oпштина се налази на надморској висини од 91 m.